# Abanilla
38°12′B 1°03′T / 38,2°B 1,05°T
Abanilla là một đô thị ở Comarca Oriental (bao gồm Fortuna và Abanilla) ở Cộng đồng tự trọ Murcia. Đô thị này nằm gần ranh giơi với Alicante ở Cộng đồng tự trị Valencia.

## Địa lý
Abanilla có diện tích 236,6 km² và nằm ở độ cao 222 m trên mực nước biển. 

## Dân số

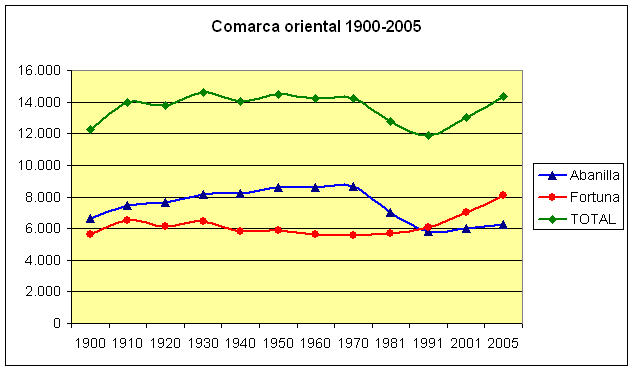
Mức dân số giai đoạn 1900-2005 so với toàn comarca

Dân số của Abanilla là 6.256 (INE, 2005), với mật độ 26,48 người/km².
| 1900  | 1910  | 1920  | 1930  | 1940  | 1950  | 1960  | 1970  | 1981  | 1991  | 1996  | 2001  | 2004  | 2005  |
| ----- | ----- | ----- | ----- | ----- | ----- | ----- | ----- | ----- | ----- | ----- | ----- | ----- | ----- |
| 6.634 | 7.451 | 7.641 | 8.179 | 8.220 | 8.620 | 8.594 | 8.675 | 7.049 | 5.827 | 6.130 | 6.033 | 6.145 | 6.265 |